# Gironde (locomotive)
Pour les articles homonymes, voir Gironde.
La Gironde, livrée en 1838, est la première locomotive à vapeur fabriquée en France. Elle est la première d’une série de six locomotives fabriquées au Creusot par la société Schneider Frères et Cie.

## Histoire

### Contexte
Les premiers chemins de fer apparaissent en Angleterre à la fin du XVIIIe siècle. Ils sont exclusivement utilisés pour le transport du charbon, par des wagonnets tractés par des chevaux. 
En 1811, l’Anglais John Blenkinsop invente la locomotive à vapeur.  
En 1823, soit après les guerres de la Révolution et de l’Empire, Louis Gallois et trois maîtres de forges fondent la Compagnie du Chemin de fer de Saint-Étienne à la Loire. Cette ligne est d’abord exclusivement minière (convoi de dix tonnes de charbon tracté par quatre chevaux). Elle est ouverte aux voyageurs en 1832. 
En 1826, Marc Seguin fait construire une ligne de Saint-Étienne à Lyon. Les locomotives sont achetées chez Stephenson à Newcastle. La même année il dépose un brevet sur le principe « d’immerger dans l’eau de la chaudière des tubes de cuivre où il fait passer l’air brûlant ». La puissance de la locomotive est ainsi décuplée. 
En 1833, Paulin Talabot et deux de ses frères obtiennent la concession d’une ligne industrielle entre Alès et Beaucaire. Les locomotives sont achetées en Angleterre. 
En 1835, les frères Pereire fondent la Compagnie du Chemin de fer de Paris à St-Germain. La ligne est en 1837 la première en France à être exclusivement réservée aux voyageurs. Les locomotives sont anglaises. 
En 1836, les Chambres autorisent la concession de deux lignes de voyageurs entre Paris et Versailles :  
- Paris (futur Saint-Lazare) - Versailles (rive droite). Elle est concédée à la Compagnie du Chemin de fer Paris-Saint-Germain (Pereire, Rothschild, etc.). Inaugurée en 1839, les locomotives sont construites en Angleterre par Sharp, Roberts and Company, sur des plans de Stephenson.
- Paris (barrière du Maine, futur Montparnasse) – Saint-Cloud - Versailles (rive gauche). Elle est concédée aux frères Fould et Salomon Oppenheim. Inaugurée en 1840. Les locomotives, construites au Creusot, sont ainsi les premières locomotives à vapeur construites en France.

Fin 1836 la société Schneider frères et Cie est créée avec Adolphe et Eugène Schneider comme cogérants. Ils saisissent aussitôt l'opportunité du développement du chemin de fer, notamment des locomotives à vapeur.

### Marché[4]

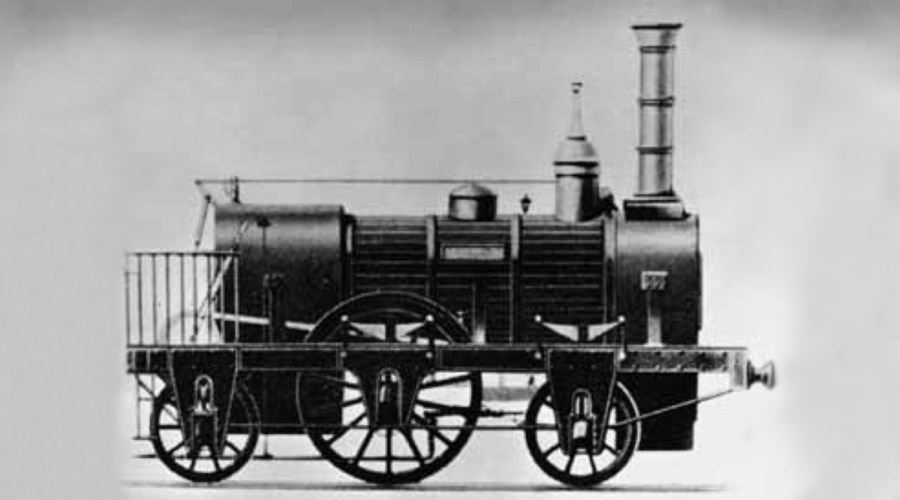
Gironde : la 1ère locomotive à vapeur fabriquée en France, au Creusot (1838).

Le marché du 5 février 1838, passé entre la Compagnie du Chemin de Fer de Paris à Saint-Cloud et à Versailles et la société Schneider Frères et Cie, concerne la commande de six locomotives, au prix de 33000 francs l’une. La première locomotive livrée reçoit pour nom de baptême « Gironde ». 

#### Caractéristiques techniques
Elles reproduisent le modèle classique de Stephenson dit « Pattentee » : essieu porteur droit à l’avant, essieu moteur coudé au centre, essieu porteur droit à l’arrière (type 111 selon la codification SNCF). 
Les principales caractéristiques sont : 
- Longueur totale : 6,1 m ;

- Poids à vide : 14 tonnes ; Poids en charge : 15,5 tonnes ;
- Puissance : 170 chevaux-vapeur ;
- Chaudière tubulaire (sous traitée à la société Ch. Derosne et Cail à Chaillot (futur Paris XVIe)) : améliorée par l’échappement de la vapeur par la cheminée ;
- Fers forgés ou laminés pour les pièces mécaniques (fournis par les Ets Boigues et Fils à Fourchambault) ;
- Ressorts de suspension (sous-traités à M. Devilles à Paris) ;

- Châssis : en bois dur et revêtu de tôles de fer puddlé ;
- Essieux (sous-traité à M. Fusselier, forgeron à Nevers) ;
- Roues motrices : diamètre 1,676 m. Roues porteuses : diamètre 1,1 m ;
- Écartement des rails : 1,435 m (préconisation Stephenson) ;
- Autres fabrications : aux usines Schneider du Creusot ;

- Il est précisé dans le marché : Chacune des pièces semblables dans chacune des machines devra pouvoir s’échanger d’une machine à l’autre autant qu’une bonne fabrication le permettra.

### Mise en service
La Gironde est livrée à Paris en octobre 1838 et les cinq autres locomotives dans les mois suivants. Après 18 mois de fonctionnement, la Compagnie exploitante constate « la qualité remarquable de leur construction ». La vitesse maximale, conforme au cahier des charges, est de 45 km à l’heure. 
Le savant Clapeyron l’utilise pour des essais de détente de vapeur. 
En 1853, elle est vendue au Chemin de fer de Bordeaux à La-Teste-de Buch (Arcachon). 